# Sugar Grove (Illinois)
Sugar Grove é uma vila localizada no estado americano de Illinois, no Condado de Kane.

## Demografia
Segundo o censo americano de 2000, a sua população era de 3909 habitantes.
Em 2006, foi estimada uma população de 9025, um aumento de 5116 (130.9%).

## Geografia
De acordo com o United States Census Bureau tem uma área de
16,7 km², dos quais 16,7 km² cobertos por terra e 0,0 km² cobertos por água. Sugar Grove localiza-se a aproximadamente 224 m acima do nível do mar.

## Localidades na vizinhança
O diagrama seguinte representa as localidades num raio de 12 km ao redor de Sugar Grove.